# Episodi di Io sono Franky (seconda stagione)
La seconda stagione di Io sono Franky (Yo soy Franky) è andata in onda dal 30 maggio 2016 al 19 agosto 2016, e la seconda parte, da 40 episodi, è andata in onda dal 24 ottobre 2016 al 16 dicembre 2016 in America Latina. In Italia è stata divisa in tre parti, la prima è andata in onda su Boing dal 17 ottobre 2016 al 24 novembre 2016, la seconda parte dal 13 marzo 2017 al 24 aprile 2017, e la terza parte è andata in onda dall'11 settembre 2017 al 3 novembre 2017.
| n°            | Titolo originale                              | Titolo italiano                                     | Prima TV originale | Prima TV Italia   |
| Prima parte   | Prima parte                                   | Prima parte                                         | Prima parte        | Prima parte       |
| ------------- | --------------------------------------------- | --------------------------------------------------- | ------------------ | ----------------- |
| 1             | El regreso de Franky                          | Il ritorno di Franky                                | 30 maggio 2016     | 17 ottobre 2016   |
| 2             | Mi novia es un robot                          | La mia ragazza è un robot                           | 31 maggio 2016     | 18 ottobre 2016   |
| 3             | Franky y Tamara, a todo o nada                | Franky e Tamara, tutto o niente                     | 1º giugno 2016     | 19 ottobre 2016   |
| 4             | Franky vs la Liga Anti-Robot                  | Franky contro la Lega Anti-Robot                    | 2 giugno 2016      | 20 ottobre 2016   |
| 5             | Franky, el fin del amor                       | Franky, la fine dell'amore                          | 3 giugno 2016      | 21 ottobre 2016   |
| 6             | La nueva vida de Franky                       | La nuova vita di Franky                             | 6 giugno 2016      | 24 ottobre 2016   |
| 7             | Franky y sus androides                        | Franky e i suoi androidi                            | 7 giugno 2016      | 25 ottobre 2016   |
| 8             | Franky y la gemela                            | Franky e la gemella                                 | 8 giugno 2016      | 26 ottobre 2016   |
| 9             | La desilusión de Franky                       | La disillusione di Franky                           | 9 giugno 2016      | 27 ottobre 2016   |
| 10            | Franky y el chip de la maldad                 | Franky e il chip della malvagità                    | 10 giugno 2016     | 28 ottobre 2016   |
| 11            | Franky provoca epidemia de besos              | Franky provoca un'epidemia di baci                  | 13 giugno 2016     | 31 ottobre 2016   |
| 12            | Franky y Christian, un amor secreto           | Franky e Christian, un amore segreto                | 14 giugno 2016     | 1º novembre 2016  |
| 13            | ¿Franky y Trece son novios?                   | Franky e Tredici sono fidanzati?                    | 15 giugno 2016     | 2 novembre 2016   |
| 14            | Franky, la obsesión de Trece                  | Franky, l'ossessione di Tredici                     | 16 giugno 2016     | 3 novembre 2016   |
| 15            | La ira de Franky                              | L'ira di Franky                                     | 17 giugno 2016     | 4 novembre 2016   |
| 16            | Franky descubre a su mamá                     | Franky scopre l'identita di Sabrina                 | 20 giugno 2016     | 7 novembre 2016   |
| 17            | Franky en peligro                             | Franky in pericolo                                  | 21 giugno 2016     | 8 novembre 2016   |
| 18            | Franky y su amiga de la infancia              | Franky e la sua amica di infanzia                   | 22 giugno 2016     | 9 novembre 2016   |
| 19            | La abuela de Franky: El regreso               | La nonna di Franky: Il titorno                      | 23 giugno 2016     | 10 novembre 2016  |
| 20            | Franky y el gran androide                     | Franky e il grande androide                         | 24 giugno 2016     | 11 novembre 2016  |
| 21            | Franky y los falsos androides                 | Franky e i falsi androidi                           | 27 giugno 2016     | 14 novembre 2016  |
| 22            | Las manos de Franky                           | Le mani di Franky                                   | 28 giugno 2016     | 15 novembre 2016  |
| 23            | Franky y la máquina de detectar androides     | Franky e la macchina per individuare androidi       | 29 giugno 2016     | 16 novembre 2016  |
| 24            | Franky protegida por mamá                     | Franky protetta dalla mamma                         | 30 giugno 2016     | 17 novembre 2016  |
| 25            | Franky, una competidora desleal               | Franky, una concorrente sleale                      | 1º luglio 2016     | 18 novembre 2016  |
| 26            | ¿Franky es una mentirosa?                     | Franky è bugiarda?                                  | 4 luglio 2016      | 21 novembre 2016  |
| 27            | Franky tiene olfato                           | Franky ha l'olfatto                                 | 5 luglio 2016      | 22 novembre 2016  |
| 28            | Franky tiene poderes                          | Franky ha dei poteri                                | 6 luglio 2016      | 23 novembre 2016  |
| 29            | Franky está ansiosa                           | Franky è ansiosa                                    | 7 luglio 2016      | 24 novembre 2016  |
| 30            | Franky canta en vivo                          | Franky canta dal vivo                               | 8 luglio 2016      | 13 marzo 2017     |
| 31            | Franky y sus androides al descubrimiento      | Franky e i suoi androidi alla scoperta              | 11 luglio 2016     | 14 marzo 2017     |
| 32            | El liderazgo de Franky                        | Il leadership di Franky                             | 12 luglio 2016     | 15 marzo 2017     |
| 33            | Franky y su otra abuela, la lucha continúa    | Franky e l'altra nonna, la lotta continua           | 13 luglio 2016     | 16 marzo 2017     |
| 34            | Franky en busca de Roby                       | Franky in cerca di Roby                             | 14 luglio 2016     | 17 marzo 2017     |
| 35            | Franky + Fiesta                               | Franky + Festa                                      | 15 luglio 2016     | 20 marzo 2017     |
| 36            | Franky al rescate de Roby                     | Franky in soccorso di Roby                          | 18 luglio 2016     | 21 marzo 2017     |
| 37            | ¿Franky enamorada de Andromax?                | Franky innamorata di Andromax?                      | 19 luglio 2016     | 22 marzo 2017     |
| 38            | Franky y Christian, separados por Dulce       | Franky e Christian, separati da Dulce               | 20 luglio 2016     | 23 marzo 2017     |
| 39            | Franky y la prueba de la fidelidad            | Franky e la prova di fedeltà                        | 21 luglio 2016     | 24 marzo 2017     |
| 40            | Franky ya no es Franky                        | Franky non è più Franky                             | 22 luglio 2016     | 27 marzo 2017     |
| 41            | El fan de Franky                              | Il fan di Franky                                    | 25 luglio 2016     | 28 marzo 2017     |
| 42            | Los defectos de Franky                        | I difetti di Franky                                 | 26 luglio 2016     | 29 marzo 2017     |
| 43            | Franky en cortocircuito                       | Franky in cortocircuito                             | 27 luglio 2016     | 30 marzo 2017     |
| 44            | Franky tiene pereza                           | Franky è stanca                                     | 28 luglio 2016     | 31 marzo 2017     |
| 45            | Franky, una chica virtual                     | Franky, una ragazza virtuale                        | 29 luglio 2016     | 3 aprile 2017     |
| 46            | Franky y la fiesta de disfraces               | Franky e la festa in maschera                       | 1º agosto 2016     | 4 aprile 2017     |
| 47            | Franky y Benjamín son hermanos                | Franky e Benjamin sono fratelli                     | 2 agosto 2016      | 5 aprile 2017     |
| 48            | Franky y el libro de los secretos             | Franky e il libro dei segreti                       | 3 agosto 2016      | 6 aprile 2017     |
| 49            | Franky puede comer helado                     | Franky può mangiare gelato                          | 4 agosto 2016      | 7 aprile 2017     |
| 50            | Franky al rescate de mamá                     | Franky e Paul salvano Sabrina                       | 5 agosto 2016      | 10 aprile 2017    |
| 51            | Franky tiene gripe                            | Franky ha l'influenza                               | 8 agosto 2016      | 11 aprile 2017    |
| 52            | Franky y el súper exterminador                | Franky e il super sterminatore                      | 9 agosto 2016      | 12 aprile 2017    |
| 53            | Franky: prototipo DOCE                        | Franky: prototipo DODICI                            | 10 agosto 2016     | 13 aprile 2017    |
| 54            | Franky y el secreto de Roby                   | Franky e il segreto di Roby                         | 11 agosto 2016     | 14 aprile 2017    |
| 55            | Franky en la semifinal del concurso de bandas | Franky nella semifinale del concorso delle band     | 12 agosto 2016     | 17 aprile 2017    |
| 56            | Franky y Brigitte, la nueva presidente de EGG | Franky e Brigitte, la nuova presidentessa della EGG | 15 agosto 2016     | 18 aprile 2017    |
| 57            | ¿Franky es un robot?                          | Franky è un robot?                                  | 16 agosto 2016     | 19 aprile 2017    |
| 58            | Franky y la aceptación de los androides       | Franky e l'accettazione degli androidi              | 17 agosto 2016     | 20 aprile 2017    |
| 59            | El final de Franky y sus Androides            | La finale di Franky e i suoi androidi               | 18 agosto 2016     | 21 aprile 2017    |
| 60            | Franky atrapada sin salida                    | Franky intrappolata senza uscita                    | 19 agosto 2016     | 24 aprile 2017    |
| Seconda parte |                                               |                                                     |                    |                   |
| 61            | Franky y la androide misteriosa               | Franky e l'androide misterioso                      | 24 ottobre 2016    | 11 settembre 2017 |
| 62            | Franky en el talk show                        | Franky nel talk show                                | 25 ottobre 2016    | 12 settembre 2017 |
| 63            | Franky regresa al colegio                     | Franky torna a scuola                               | 26 ottobre 2016    | 13 settembre 2017 |
| 64            | Franky entre el bien y el mal                 | Franky tra il bene e il male                        | 27 ottobre 2016    | 14 settembre 2017 |
| 65            | Un androide para Franky                       | Un androide per Franky                              | 28 ottobre 2016    | 15 settembre 2017 |
| 66            | Franky en busca de la memoria perdida         | Franky in cerca della memoria persa                 | 31 ottobre 2016    | 18 settembre 2017 |
| 67            | Franky y el androide espía                    | Franky l'androide spia                              | 1º novembre 2016   | 19 settembre 2017 |
| 68            | Franky tiene un tic nervioso                  | Franky ha un tic nervoso                            | 2 novembre 2016    | 20 settembre 2017 |
| 69            | Franky y el back-up equivocado                | Franky e il backup sbagliato                        | 3 novembre 2016    | 21 settembre 2017 |
| 70            | Franky y Christian, juntos otra vez           | Franky e Christian, di nuovo insieme                | 4 novembre 2016    | 22 settembre 2017 |
| 71            | Franky, un androide leal                      | Franky, un androide leale                           | 7 novembre 2016    | 25 settembre 2017 |
| 72            | Franky y la graduación de los androides       | Franky e la laurea degli androidi                   | 8 novembre 2016    | 26 settembre 2017 |
| 73            | Franky en busca de Luz                        | Franky in cerca di Luz                              | 9 novembre 2016    | 27 settembre 2017 |
| 74            | Franky y el virus de la mentira               | Franky e il virus della bugia                       | 10 novembre 2016   | 28 settembre 2017 |
| 75            | Franky y Clara en el pasado: (Parte I)        | Franky e Clara nel passato (Parte I)                | 11 novembre 2016   | 29 settembre 2017 |
| 76            | Franky y Clara en el pasado: (Parte II)       | Franky e Clara nel passato (Parte II)               | 14 novembre 2016   | 2 ottobre 2017    |
| 77            | Franky muñeca                                 | Franky bambola                                      | 15 novembre 2016   | 3 ottobre 2017    |
| 78            | Franky y la huelga de padres                  | Franky e lo sciopero dei genitori                   | 16 novembre 2016   | 4 ottobre 2017    |
| 79            | Franky y Christian...Androide                 | Franky e Christian...Androidi                       | 17 novembre 2016   | 5 ottobre 2017    |
| 80            | ¿Quién creó a Christian Androide?             | Chi ha creato l'androide Christian?                 | 18 novembre 2016   | 6 ottobre 2017    |
| 81            | Franky y la app del sueño                     | Franky e l'app del sogno                            | 21 novembre 2016   | 9 ottobre 2017    |
| 82            | Franky y los androides enfermeros             | Franky e gli androidi infermieri                    | 22 novembre 2016   | 10 ottobre 2017   |
| 83            | Franky y las elecciones escolares             | Franky e le elezioni scolastiche                    | 23 novembre 2016   | 11 ottobre 2017   |
| 84            | Franky y el edificio embrujado                | Franky e l'edificio infestato                       | 24 novembre 2016   | 12 ottobre 2017   |
| 85            | Franky y el viaje de las madres               | Franky e il viaggio delle madri                     | 25 novembre 2016   | 13 ottobre 2017   |
| 86            | Franky recupera la memoria                    | Franky recupera la memoria                          | 28 novembre 2016   | 16 ottobre 2017   |
| 87            | Franky, animadora infantil                    | Franky, animatrice infantile                        | 29 novembre 2016   | 17 ottobre 2017   |
| 88            | Franky y las termitas devorametales           | Franky e le termiti divorano metalli                | 30 novembre 2016   | 18 ottobre 2017   |
| 89            | Franky en peligro de desaparecer              | Franky in pericolo di scomparire                    | 1º dicembre 2016   | 19 ottobre 2017   |
| 90            | Franky, Loli y Tamara: Súper Detectives       | Franky, Loli e Tamara: Super Detective              | 2 dicembre 2016    | 20 ottobre 2017   |
| 91            | Franky y el archivo confidencial              | Franky e l'archivio confidenziale                   | 5 dicembre 2016    | 23 ottobre 2017   |
| 92            | Franky, una amiga incondicional               | Franky, un'amica incondizionale                     | 6 dicembre 2016    | 24 ottobre 2017   |
| 93            | Franky y el viaje de graduación: (Parte I)    | Franky e il viaggio di laurea (Parte I)             | 7 dicembre 2016    | 25 ottobre 2017   |
| 94            | Franky y el viaje de graduación: (Parte II)   | Franky e il viaggio di laurea (Parte II)            | 8 dicembre 2016    | 26 ottobre 2017   |
| 95            | Franky: La verdad sale a la luz               | Franky: La verità viene alla luce                   | 9 dicembre 2016    | 27 ottobre 2017   |
| 96            | Franky vuelve al futuro                       | Franky va nel futuro                                | 12 dicembre 2016   | 30 ottobre 2017   |
| 97            | Franky en busca del prototipo perdido         | Franky in cerca del prototipo perso                 | 13 dicembre 2016   | 31 ottobre 2017   |
| 98            | Franky y Luz unidas para siempre              | Franky e Luz unite per sempre                       | 14 dicembre 2016   | 1º novembre 2017  |
| 99            | Franky y la batalla final: (Parte I)          | Franky e la battaglia finale (Parte I)              | 15 dicembre 2016   | 2 novembre 2017   |
| 100           | Franky y la batalla final: (Parte II)         | Franky e la battaglia finale (Parte II)             | 16 dicembre 2016   | 3 novembre 2017   |